# Twisted Sister
Twisted Sister foi uma banda de heavy metal dos Estados Unidos, formada originalmente em  Ho-Ho-Kus (New Jersey) e, posteriormente se mudou em meados de 1972 para Long Island, na cidade de Nova York. Entre seus hits estão musicas consagradas no mundo do rock e do heavy metal, "We're Not Gonna Take It" e "I Wanna Rock" que possuem clipes conhecidos por seu senso de humor. Muitas das canções da banda exploram temas de conflitos paternos e criticas do sistema educacional. A banda tinha um estilo característico, em que a aparência e a apresentação ao vivo era tão importante quanto a música, e seus membros utilizavam batom, pó de arroz, sombra, rouge e roupas espalhafatosas, marcas registradas dos integrantes devido a esta imagem muitas vezes ela é considerada uma banda de glam metal, porém Dee Snider, vocalista da banda, considera esse termo inadequado, dizendo que "hid metal" é mais adequado. Twisted Sister também são classificada como a número 73 em 100 maiores artistas do VH1 de hard rock.

## História
Jay Jay French (guitarra), Eddie "Fingers" Ojeda (guitarra) e Kenneth Harrison Neil juntaram-se em 75 e, embora French tenha criado o Twisted Sister em 1972 para fazer cover do glam rock, a banda completou-se em 1976 com a chegada do vocalista Dee Snider, um garoto apaixonado por Alice Cooper, Led Zeppelin, AC/DC e hard rock em geral, e do baterista Tony Petri.
Em 79, Mark "Animal" Mendoza assumiu o baixo. Mas foi só em 1982 que eles conseguiram um contrato para o primeiro álbum, Under the Blade (com o baterista A. J. Pero).
Dee também tem paixão por cinema,[carece de fontes?] e investiu sua própria imagem e dinheiro num filme chamado Mórbido Silêncio, que foi lançado em esquema independente na época. O filme teve o roteiro escrito pelo próprio Snider. Robert Englund, o Freddy Krueger de A Hora do Pesadelo fez parte do elenco. Eles ainda lançaram Come Out and Play (85) e Love Is for Suckers, de 87, mas colocaram um fim na banda logo depois.
Em 1999, eles se reuniram para lançar material ao vivo do grupo e, em 2004, rearranjaram seus clássicos do Stay Hungry e os lançaram no álbum Still Hungry. Em 2001 a Koch Records (atual E1 Enterteinment)  lançou um tributo à banda, nomeado "‎Twisted Sister Forverer: A tribute To The Legendary Twisted Sister".
Ainda em  2001 a banda teve seu clássico "I Wanna Rock" presente no jogo Grand Theft Auto: Vice City, podendo ser ouvida na rádio do game V-ROCK. "I Wanna Rock" também foi licenciada, em 2007, para o jogo Guitar Hero Encore: Rocks the 80s.
Em 20 de março de 2015, foi anunciada a morte do baterista A. J. Pero.
Em 12 de novembro de 2016, a banda realizou o último show de sua história, no México. "Feliz por cruzar a linha de chegada, triste em ver o fim", declarou Dee Snider nas redes sociais.

## Twisted Sister no Brasil
O Twisted Sister fez um show em São Paulo, em novembro de 2009. Essa foi primeira vez que a banda veio ao Brasil. A turnê mundial do Twisted Sister celebrou os 25 anos do disco Stay Hungry, que apresentou para o mundo clássicos como "We're Not Gonna Take It", "I Wanna Rock" e "The Price".
Em 2010, em nova turnê, a banda retornou ao Brasil, realizando desta vez dois shows, um em Curitiba, Paraná, em 26 de novembro, no Curitiba Master Hall e outro em São Paulo, São Paulo em 27 de novembro, no Via Funchal.
Em 2013 a banda foi headliner do festival Live n' Louder, que ocorreu dia 14 de Abril no Espaço das Américas, São Paulo. Angra, Molly Hatchet, Loudness, Sodom e Metal Church também tocaram no festival.

## Integrantes
- Dee Snider - vocal (1976–1987, 1997–presente)
- Eddie Ojeda - guitarra solo & rítmica, backing vocal  (1975–1987, 1997–presente)
- Jay Jay French - guitarra solo & rítmica, backing vocal (1972–1987, 1997–presente)
- Mark "The Animal" Mendoza - baixo, backing vocal (1978–1987, 1997–presente)
- Mike Portnoy - bateria (2015-presente)

### Ex-integrantes
- A. J. Pero - Bateria, percussão (1982–1986, 1997–2015)
- Joe Franco - Bateria, percussão (1986 - 1987)

## Discografia

### Álbuns de estúdio
- 1982 - Under the Blade
- 1983 - You Can't Stop Rock'n'Roll
- 1984 - Stay Hungry
- 1985 - Come Out and Play
- 1987 - Love Is for Suckers
- 2004 - Still Hungry
- 2006 - A Twisted Christmas

### Álbuns ao vivo
- 1994 - Live at Hammersmith
- 2005 - The Reunion (Live At Wacken)
- 2008 - Live At The Astoria
- 2011 - Live at the Marquee Club
- 2016 - Metal Meltdown (Live)

### Coletâneas
- 1992 - Big Hits and Nasty Cuts: The Best of Twisted Sister
- 1999 - Club Daze Volume 1: The Studio Sessions
- 1999 - We're Not Gonna Take It
- 2001 - Club Daze Volume II: Live in the Bars
- 2002 - The Essentials

### EPs
- 1981 - Ruff Cuts (EP)